# ホヴ駅 (イギリス)
ホヴ駅（ホヴえき、英語: Hove railway station）は、イングランド南東部イースト・サセックス州ブライトン・アンド・ホヴにある鉄道駅。同市内のホヴ地区に位置し、ゴヴィア・テムズリンク・レールウェイとグレート・ウェスタン・レールウェイが列車を運行している。

## 歴史
1840年11月、初代ホヴ駅がロンドン・アンド・ブライトン鉄道の駅として開業した。この駅を設計したのは当時この鉄道会社の駅設計を担当していたデイヴィッド・モカッタである。この駅は1880年3月に閉鎖され、その後貨物駅として利用された。
1865年10月、現在のホヴ駅の位置に新駅が開業した。最初の名称はクリフトンヴィル駅で、その後ウェスト・ブライトン駅、ホヴ・アンド・ウェスト・ブライトン駅という駅名変更を経て1895年にホヴ駅となった。

## 駅舎
1865年の開業時に建てられた駅舎が線路南側、現在の切符売り場とコンコースの東側に残されている。この駅舎は長い歩道橋で隔てられているが、現在は商業利用がなされている。この駅舎のデザインは、ウェスト・ワージング駅、ショアハム＝バイ＝シー駅、ポーツレード駅、ロンドン・ロード駅などとよく似ている。
最初の改名に伴って1893年に建てられた駅舎も駅舎も現存しており、切符売り場が設置されている。駅舎には鉄骨とガラスで作られた大きなひさしが設けられており、下には入り口やタクシー乗り場がある。このひさしは当初ロンドン・ヴィクトリア駅で使用される予定だったが、工事計画の変更によって不要になったためホヴ駅で活用された。 

## 運行頻度
オフピーク時の列車の運行頻度は以下の通り。

### 上り
ナショナル・レール
- ■ サザン
  - ブライトン行き　毎時6本
  - ロンドン・ヴィクトリア行き　毎時2本

### 下り
ナショナル・レール
- ■ サザン
  - リトルハンプトン行き　毎時2本
  - ウェスト・ワージング行き　毎時2本
  - ポーツマス・ハーバー行き　毎時1本
  - サウサンプトン・セントラル行き　毎時1本
- ■ グレート・ウェスタン
  - ブリストル・テンプル・ミーズ行き　毎日1本
  - グレート・マルヴァーン（英語版）行き　毎日1本

## 駅構造
単式ホーム1面1線と島式ホーム1面2線の計2面3線のホームを持つ地上駅。ホーム同士は地下道で結ばれており、改札は南側のみに設置されている。

### のりば
| のりば | 路線                   | 方向 | 行先                                             |
| ------ | ---------------------- | ---- | ------------------------------------------------ |
| 1・2   | ■ サザン               | 上り | ブライトン・ガトウィック空港・ロンドン方面       |
| 3      | ■ サザン               | 下り | リトルハンプトン・ポーツマス・サウサンプトン方面 |
| 3      | ■ グレート・ウェスタン | 下り | ソールズベリー・バース・ブリストル方面           |

## バス
ブライトン・アンド・ホヴ・バス・アンド・コーチ株式会社
- 北行きのりば
  - 7/N7：ブライトン・マリーナ（英語版） 行（ブライトン駅経由）
  - 21A：ゴールドストーン・ヴァレー 行
- 南行きのりば
  - 7/N7：ジョージ・ストリート 行
  - 21/21A：ブライトン・マリーナ 行（オールド・スティーン（英語版）、ホワイトホーク（英語版）経由）